# Thecla trivaldskyi
Thecla trivaldskyi är en fjärilsart som beskrevs av Lederer 1855. Thecla trivaldskyi ingår i släktet Thecla och familjen juvelvingar. Inga underarter finns listade i Catalogue of Life.